# Edoardo Pignalosa
Edoardo Pignalosa, noto anche con lo pseudonimo di Girella (Napoli, 1861 – Napoli, 1929), è stato un commediografo e giornalista italiano.

## Biografia
Edoardo Pignalosa apparteneva ad una famiglia che svolse per lungo tempo l'attività di stampatori di carte da gioco.
Pignalosa iniziò la sua carriera lavorativa collaborando con vari giornali napoletani, tra i quali Il Mattino.
Successivamente si avvicinò al teatro dialettale napoletano, sentendo la necessità di creare un repertorio teatrale dialettale diverso da quello scarpettiano, che invece si specializzò nell'adattare la lingua napoletana in moltissime pochade francesi.
Tra le sue numerose commedie si possono menzionare 'O comico (1925), Sciurella (1921), e soprattutto Pezziente sagliute (Pezzenti venuti su, 1925), incentrata sulla acuta descrizione della nuova piccola borghesia, che è diventata un classico del teatro napoletano.

## Opere
- 'E campagnuole (1921);
- 'O comico (1921);
- Sciurella (1921);
- Pezziente sagliute (1925);

### Inediti
- Bohême o i tre della Bohême;
- Doppo tre anne!;
- Gelusia!;
- Ncopp' 'e quartiere;
- Nu pregiudizio o 'na pubblica sicurezza;
- 'A vita 'e notte;
- Zi Tore!
- Andrea e il bandito ovvero l'uomo e il suo destino;
- 'O punto d'onore.